# Hederîmove Perșe, Rozdilna
Hederîmove Perșe (în ucraineană Гедеримове Перше) este un sat în comuna Zatîșșea din raionul Rozdilna, regiunea Odesa, Ucraina.

## Demografie
Componența lingvistică a localității Hederîmove Perșe
     Ucraineană (94,67%)
     Română (5,33%)
Conform recensământului din 2001, majoritatea populației localității Hederîmove Perșe era vorbitoare de ucraineană (94,67%), existând în minoritate și vorbitori de română (5,33%).